# Damburneya ambigens
Damburneya ambigens là loài thực vật có hoa trong họ Nguyệt quế. Loài này được (S.F.Blake) Trofimov miêu tả khoa học đầu tiên năm 2016.